# M'Naguer
M'Naguer (também escrito M'Nagueur) (em árabe: اﻟﻤﻨﻘﺮ) é uma comuna localizada na província de Ouargla, Argélia. De acordo com o censo de 2008, a população total da cidade era de 14 179 habitantes.